# WASP-70
WASP-70, HD 358155 — тройная звезда в созвездии Водолея на расстоянии приблизительно 730 световых лет (около 224 парсек) от Солнца. Видимая звёздная величина — +10,79m. Возраст оценивается как около 9,35 млрд лет.
Вокруг первого компонента обращается, как минимум, одна планета.

## Характеристики
Первый компонент (HD 358155A) — жёлтый карлик спектрального класса G4. Видимая звёздная величина — +10,88m. Масса — около 1,106 солнечной, радиус — около 1,26 солнечного, светимость — около 1,453 солнечной. Эффективная температура — около 5678 К.
Второй компонент (HD 358155B) — оранжевый карлик спектрального класса K3. Видимая звёздная величина — +13m. Масса — около 0,7 солнечной, радиус — около 0,6 солнечного, светимость — около 0,195 солнечной. Эффективная температура — около 4953 К. Удалён в среднем на 3,3 угловой секунды (800 а.е.).
Третий компонент (WDS J21019-1326C). Видимая звёздная величина — +18,3m. Удалён в среднем на 12 угловых секунд.

## Планетная система
В 2011 году командой астрономов, работающих в рамках программы SuperWASP, было объявлено об открытии планеты WASP-70Ab.